# Доступ к публичной информации в Греции
Доступ к публичной информации и свобода информации являются реализацией права на доступ к информации и основой эффективной работы демократических институтов, которая повышает подотчётность правительств и государственных служащих, а также расширяет возможности участия людей в общественной жизни. Фундаментальная основа права на доступ публичной информации сводится к тому, что информация, которой располагают правительственные учреждения, является публичной по сути и может быть скрыта только в соответствии с определёнными положениями, описанными в законе.
В Греции право на доступ к информации, по сути, закреплено Конституцией: согласно пункту 3 статьи 10, запрос об информации обязывает соответствующий орган власти дать ответ в оговоренных законом условиях. Доступ к публичной информации регулируется рядом законодательных актов Греческой Республики, в том числе законом № 3448/2006 о повторном использовании информации публичного сектора, который приводил законодательные акты об информации в соответствие с законами ЕС (Директива 2003/98/EC). С 2010 года в стране действует проект Diavgeia, в соответствии с которым все нормативные акты публикуются на специальном Интернет-портале.

## Законодательные положения
Согласно законодательству Греции, все граждане имеют право на доступ к информации в соответствии с законом; любые ограничения вводятся только на основании причин, предусмотренных законов, и в той степени, насколько они оправданы соображениями национальной безопасности, защитой прав и интересов третьих лиц. Законодательство о доступе к информации распространяется на конкретные виды административных документов (отчёты, исследования, протоколы, статистические данные, циркуляры, ответы администрации, заключения и резолюции).
Под «государственными службами», которые являются субъектом законодательства о доступе к информации, подразумеваются центральная, региональная и местная администрация, но не исполнительная власть. Не уточняется действие закона на государственные предприятия (коммерческие организации, находящиеся в собственности или под контролем государства); на другие органы власти, включая конституционные, уставные и надзорные органы (избирательная комиссия или комиссар по информации) и на частные организации, которые реализуют государственные функции или финансируются государством. Соответствующие компетентные органы власти обязаны рассмотреть запрос и ответить на них в течение срока, предусмотренного специальными положениями (если таковой вообще есть), или в течение 60 дней. Если обработка запроса и ответ на него окажутся невозможны, то компетентная служба обязана письменно уведомить заинтересованную сторону о причинах задержки, указать контакты госслужащего, которому поручена эта деятельность, и подтверждающие документы, которые могут отсутствовать.
Затраты на доступ к информации в соответствии с законодательством ограничиваются по сути затратами на воспроизведение документов. В праве на доступ к информации может быть отказано, если запрошенная информация относится к обсуждению Кабинета министров Греции или если предоставление информации может существенно завершить расследование судами, полицией или военными органами уголовных, гражданских или административных дел. Отказ в предоставлении доступа к документам, согласно положениям законодательства, должен быть обоснован и представлен заявителю в письменной форме в течение месяца после подачи запроса. В случае отказа заявитель может обратиться в соответствующий административный орган, выдавший акт, с заявлением о возмещении ущерба, или же в вышестоящий орган с заявлением об отмене решения об отказе в доступе к информации. Право на подачу апелляции в независимый надзорный орган (информационную комиссию или омбудсмена) не упомянуто в законе, а сам омбудсмен занимает активную позицию в защите доступа к публичному документальному полю.

## Изменения в законодательстве
В 1998 году Европейский союз опубликовал «Зелёный документ об информации публичного сектора в информационном обществе» (англ. Green Paper on Public Sector Information in the Information Society), в котором был проведён анализ публичной информации во всех её формах и подчёркнута важность непрерывного и последовательного доступа к ней. На основании этого 17 ноября 2003 года вступила в силу принятая в Евросоюзе Директива 2003/93/EC о повторном использовании информации публичного сектора. Этой директивой определялись рамки для условий повторного использования документов государственного сектора, а также приводились определения основных терминов с целью приведения в соответствие нормам ЕС законодательств стран-членов ЕС. На основании этой директивы в Греции был принят закон № 3448/2006, который привёл греческое законодательство в соответствие нормам ЕС — он рекомендовал государственным службам повторно использовать информацию, производимую и хранимую ими, в коммерческих и некоммерческих целях. Его вступление в силу предполагало реализацию законов № 2600/1999 «Об административных процедурах» и 2472/1997 «О защите персональных данных». Также до его принятия в силу вступил закон № 2690/1999 «О санкции кодификации административных процедур», где вводилось понятие административного документа.
В 2009 году новый премьер-министр Греции Георгиос Папандреу запустил портал OpenGov, где публиковались предлагаемые правовые, законодательные и нормативные инициативы, которые могли обсуждать все желающие граждане, выражая собственное мнение и предлагая внести изменения. В июле 2010 года был принят новый закон № 3861/2010 об обязательных публикациях законодательных и регулирующих документов, публикуемых всеми правительственными, административными и местными органами власти с помощью проекта Diavgeia (греч. «прозрачность»). Формальный запуск проекта состоялся 1 октября того же года: в рамках этого проекта все государственные учреждения обязаны размещать все акты и решения в Интернете, уделяя особое внимание вопросам национальной безопасности и конфиденциальности личных данных. У каждого документа есть цифровая подпись и уникальный номер IUN, подтверждающий, что решение было опубликовано на «Портале прозрачности». Проект отвечает за обеспечение открытого, прозрачного и безопасного обмена публичными документами.
Новым законом предоставлялся свободный доступ к Правительственному вестнику Греции (прежде номера этого издания были доступны только по платной подписке). В дальнейшем был принят закон № 4210/2013 Министерства административных реформ и электронного правительства Греции, согласно которому административные акты и решения обретали юридическую силу только в случае публикации в Интернете.
В 2014 году в Греции вступил в силу План действий по содействию открытому правительству. Для повышения прозрачности в сфере публичной информации были осуществлены технические и институциональные изменения, которые должны были расширить функциональность проекта. Вводимые Планом действий по содействию открытому правительству новшества заключаются в следующем:
- Законы, не опубликованные в Правительственном вестнике, действительны и вступают в силу в случае, если опубликованы на «Портале прозрачности».
- Загруженный документ имеет преимущественную силу над другими вариантами акта (печатными прототипами).
- Загруженные документы могут использоваться гражданами и другими государственными органами без проверки — в виде ссылки на их уникальный номер.